# Fet község
Fet község egy község Norvégia Akershus megyéjében, a Romerike régió része. A község adminisztratív központja Fetsund.
Fet községet 1838. január 1-jén alapították (lásd formannskapsdistrikt). A szomszédos Rælingen 1929. július 1-jén lett különálló község.

## Általános információk

### Név
A községet először 1321-ben említik Fet néven (óészaki nyelven Fit), melynek jelentése "élénk rét".

### Címer
A község címerét 1986. december 19-én fogadták el. A címer egy rönkúsztató kampót ábrázol, amelynek segítségével a környéken az erdőkben kivágott fákat úsztatták le a patakokon a fűrészmalmokhoz. A címer színei zöld és ezüst.

## Földrajz

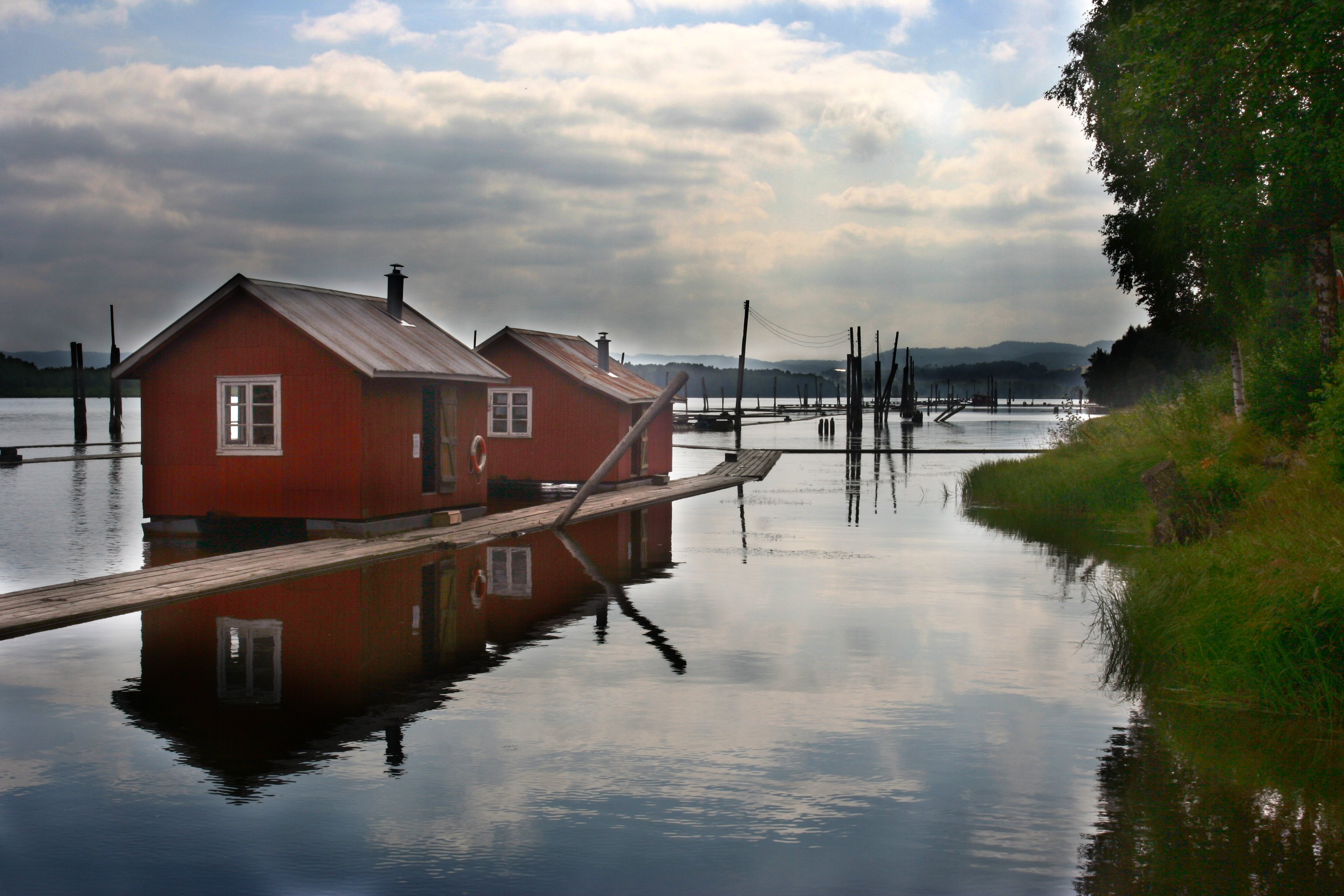
Rönkúsztató múzeum a vízen

Fet az Øyeren tó keleti partján terül el, ahol a Glomma folyó a tóba ömlik. A folyó deltája Európa legnagyobb szárazföldi deltája, a tó másik partját is eléri. 1985 előtt, a folyón leúsztatott rönköket a delta előtt húzták partra, majd vasúton szállították tovább. Mára Fet több úszóháza megmaradt és múzeummá alakították őket.

## Híres lakosok
Jacob Aall Ottesen (1825–1904) - norvég amerikai pap, teológus és egyházi vezető.